# لويس رويز (سياسي)
لويس رويز (بالإنجليزية: Louis Ruiz)‏ هو سياسي أمريكي، ولد في 7 أغسطس 1953. حزبياً، نشط في الحزب الديمقراطي. وقد انتخب عضو مجلس نواب كنساس.